# John Birch Society
John Birch Society (JBS) (en español: Sociedad John Birch)  es un grupo de interés de derecha estadounidense. Fundada en 1958, apoya el anticomunismo y el conservadurismo social.  La JBS se asocia con políticas conservadoras, de Derecha o libertarias.
El fundador de la sociedad, el empresario Robert W. Welch Jr. (1899-1985), creó en diciembre de 1958 una infraestructura organizativa de sedes en todo el país. La sociedad creció rápidamente en número de miembros e influencia, y fue controvertida por su promoción de las teorías de la conspiración y su oposición al movimiento de los derechos civiles. En la década de 1960, el conservador William F. Buckley Jr. y la revista National Review presionaron para que la JBS fuera desterrada a los márgenes de la derecha estadounidense. Más recientemente, el periodista Jeet Heer ha argumentado en The New Republic que, aunque la influencia de la organización alcanzó su punto máximo en la década de 1970, el "birchismo" y su legado de teorías de la conspiración se han convertido en la corriente dominante en el movimiento conservador. Politico ha afirmado que la JBS comenzó a resurgir a mediados de la década de 2010, mientras que la JBS ha argumentado que dio forma al movimiento conservador moderno y especialmente a la administración Trump. Escribiendo en el Huffington Post, Andrew Reinbach llamó a la JBS "el semillero intelectual de la derecha".
Originalmente con sede en Belmont, Massachusetts, la Sociedad John Birch tiene ahora su sede en Grand Chute, un suburbio de Appleton, Wisconsin, con sedes locales en todos los Estados Unidos. Es propietaria de la editorial American Opinion Publishing, que publica la revista The New American.

## Principios de la sociedad

### Anticomunismo
La JBS muchas veces acusó a miembros del gobierno de tener conexiones con el comunismo, como por ejemplo, al Presidente Dwight D. Eisenhower, un problema que causó el aislamiento del grupo. A pesar de eso, la JBS tuvo un papel importante en la nominación del senador anticomunista Barry Goldwater como candidato republicano en la elección presidencial de 1964, antes de que Goldwater se alejara debido de las acusaciones de William Welch contra Eisenhower. Aquel episodio causó una cisma además entre Welch y los referentes conservadores William F. Buckley, Jr. y Russell Kirk.

### Anti intervencionismo
Al mismo tiempo, la JBS se oponía a las intervenciones estadounidenses en guerras extranjeras, y publicó la teoría de que el presidente Franklin D. Roosevelt tenía conocimiento previo sobre el ataque japonés a Pearl Harbor, y que el Imperio del Japón atacaría a los Estados Unidos de América En 1991 la JBS se opuso a la Guerra del Golfo, y a la coalición internacional que luchó en Irak. La oposición al intervencionismo fue un factor que aisló a la Sociedad John Birch del resto de la derecha estadounidense.

## Lista de presidentes
- Robert W. Welch Jr. (1958–1983)
- Larry McDonald (1983, asesinado)
- Charles R. Armour (1983-1991)
- John F. McManus (1991–2004)
- G. Vance Smith (2004–2005)
- John F. McManus (desde 2005)

## Lista de miembros conocidos
- William F. Jasper, escritor
- Jacqueline Logan, actriz
- William Norman Grigg, autor
- Dan Smoot
- Gary Allen
- G. Edward Griffin

- Datos: Q585727
- Multimedia: John Birch Society / Q585727